# 年金局
年金局（ねんきんきょく）は、中央省庁である厚生労働省の内部部局の一つ。2001年1月6日の中央省庁再編で厚生省と労働省が統合されるのに伴い、厚生省年金局がそのまま組織変更され発足した。
厚生労働省所管の日本年金機構及び年金積立金管理運用独立行政法人担当部局である。厚生年金保険、国民年金等の公的年金制度及び企業年金等の企画立案、年金積立金の管理運用等を所掌する。

## 所掌業務
年金局は、次に掲げる事務をつかさどる(厚生労働省組織令14条)。
1. 政府が管掌する厚生年金保険事業に関すること。
2. 政府が管掌する国民年金事業に関すること。
3. 国民年金基金、国民年金基金連合会及び石炭鉱業年金基金の事業に関すること。
4. 確定給付企業年金事業及び確定拠出年金事業に関すること。
5. 年金制度の調整に関すること。
6. 社会保険労務士に関すること(社会保険労務士法(昭和四十三年法律第八十九号)別表第二第二号1に規定する社会保険諸法令に関する業務に係るものに限る。)。
7. 子ども・子育て支援法の規定による拠出金(同法第六十九条第一項第一号に掲げる事業主に係るものに限る。)の徴収に関すること。
8. 全国健康保険協会が管掌する健康保険及び船員保険の事業に関すること(健康保険法(大正十一年法律第七十号)第五条第二項若しくは第百二十三条第二項又は船員保険法(昭和十四年法律第七十三号)第四条第二項の規定により厚生労働大臣が行う業務に関する部分に限る。)。
9. 日本年金機構の組織及び運営一般に関すること。

## 組織
- 総務課
- 首席年金数理官
  - 年金数理官
- 年金課
- 国際年金課
- 資金運用課
- 企業年金・個人年金課
- 数理課
  - 数理調整管理官
- 事業企画課
  - 調査室
  - 監査室
  - 会計室
  - システム室
- 事業管理課